# Bitwa pod Rathmines
Bitwa pod Rathmines – starcie zbrojne, które miało miejsce 2 sierpnia 1649 podczas angielskiej wojny domowej (1642–1651).
Bitwa została stoczona w okolicach Rathmines (dziś dzielnica Dublina) w sierpniu 1649 podczas tzw. irlandzkich wojen konfederackich toczących się od 1641 do 1653. Wojny te były irlandzkim teatrem  tzw. Wojny Trzech Królestw – serii wojen domowych w Królestwach Irlandii, Anglii i Szkocji (wszystkie pod rządami Karola I Stuarta) – które także zawierały w sobie angielską wojnę domową i szkocką wojnę domową.
Było to starcie między angielską armią Parlamentu dowodzoną przez Michaela Jonesa, który trzymał Dublin, a armią złożoną z irlandzkich Konfederatów i angielskich Rojalistów dowodzonych przez księcia Ormonde'a. Bitwa skończyła się pogromem armii konfederacko-rojalistycznej co kilka dni później ułatwiło lądowanie Cromwella wraz z tzw. Armią Nowego Typu (New Model Army) w Irlandii.

## Wstęp
W 1649 Irlandia była w stanie wojny już od 8 lat, czyli od wybuchu tzw. Irlandzkiej Rebelii (Irish Rebellion) w 1641. W tym momencie większość Irlandii była pod kontrolą Irlandczyków, z rządem znajdującym się w Kilkenny. Irlandczycy sprzymierzyli się z angielskimi Rojalistami przeciwko Parlamentowi, który zamierzał podbić Irlandię, zakazać wyznawania religii katolickiej oraz zniszczyć katolicką klasę właścicieli ziemskich. Po ciężkich walkach Irlandczycy podpisali traktat pokojowy z królem Anglii Karolem I, zgadzając się na pobyt wojsk angielskich Rojalistów w Irlandii dowodzonych przez rojalistowskich oficerów, w szczególności księcia Oemonda. Wkrótce jednak król Karol I został stracony. W chwili egzekucji króla Irlandczycy mieli już jednak władzę nad całą wyspą oprócz małych enklaw – Dublinu i Derry – które trzymał Parlament.

## Bitwa
W lipcu 1649 Ormonde maszerował w kierunku Dublina mając ze sobą 11 000 żołnierzy z zamiarem zdobycia miasta. Miasta bronił garnizon wojsk Parlamentu, wysadzony tam w roku 1647. Ormonde wziął Rathfarnham Castle, po czym rozłożył obóz koło Palmerstown park w Rathgar, blisko 5 km na południe od miasta. Obszar znajdujący się między obozem wojsk irlandzko-rojalistowskich a Dublinem, dziś silnie zurbanizowany, wtedy pokryty był licznymi wioskami. Ormonde zaczął krok po kroku przybliżać swe siły coraz bliżej Dublina opanowując wioskę za wioską na całym obwodzie miasta. Następnie wysłał oddział w celu opanowaniem ruin zamku Baggotsrath, w okolicach dzisiejszego mostu Baggot street.
Jednak Ormonde zupełnie się nie spodziewał, że dowódca sił Parlamentu Michael Jones przejmie inicjatywę, wykonując 2 sierpnia uderzenie siłami 5 000 żołnierzy z kierunku Irishtown, wypierając siły Ormonde'a z zamku Baggotsrath. Zbyt późno Ormonde i jego sztab zorientowali się, co się dzieje i zaczęli wprowadzać do akcji pojedyncze oddziały, by powstrzymać nacierające wojska Parlamentu. Jednak kawaleria Jonesa na każdy z wysyłanych oddziałów uderzała z flanki, zmuszając je do ucieczki na południe przez Rathmines. Bitwa zamieniła się w pogrom irlandzkich konfederatów oraz Rojalistów, których znaczna część uciekała ścigana przez siły Parlamentu. W końcu jazda Parlamentu pod wodzą Inchiquinna zorganizowała silną obronę, która osłoniła tyły uciekających wojsk Ormonde'a, umożliwiając jednocześnie odwrót tym oddziałom, które były w stanie wycofać się w sposób zorganizowany.
Po bitwie Ormonde twierdził, że nie stracił w bitwie więcej niż 1 000 żołnierzy, podczas gdy Jones donosił o 3 000 zabitych żołnierzach nieprzyjaciela i 2 500 jeńcach. Sam stracić miał tylko garstkę. Ormonde stracił do tego całą artylerię wraz z taborami. Co do strat – angielscy historycy przyjmują bezkrytycznie raport Jonesa, uzasadniając to tym, że w czasie pościgu uciekający zawsze ponoszą bardzo duże straty, a ścigający bardzo małe.
Po przegranej bitwie Ormonde wycofał się spod Dublina, co ułatwiło lądowanie w Dublinie Cromwella z armią liczącą 15 000 zaprawionych w bojach żołnierzy. Cromwell uznał wynik bitwy za znak od Boga, pozwalający mu podbić Irlandię. Bez zwycięstwa pod Rathmines lądowanie Cromwella byłoby niemożliwe, podbój Irlandii przez Cromwella stałby się znacznie trudniejszy, jeśli nie niemożliwy. Nieudolność Ormonde'a jako dowódcy pozbawiła irlandzkich Konfederatów złudzeń co do ich sojuszu z Rojalistami i w następnym roku Ormonde pozbawiony został dowództwa nad irlandzkimi siłami.